# Інститут проблем матеріалознавства імені І. М. Францевича НАН України
Інститут проблем матеріалознавства ім. I. М. Францевича НАН України — провідний центр науково-технічних розробок в галузі теоретичних основ створення нових матеріалів, технології їх одержання та виготовлення виробів з них із спеціальними властивостями для задоволення потреб ядерної енергетики, електроніки, авіабудування, загального хімічного, транспортного і сільськогосподарського машинобудування, прямого перетворення енергії в електричну, квантової електроніки, приладобудування, автоматики та інших областей техніки.

## Історія
Історія Інституту проблем матеріалознавства ім. I. М. Францевича НАН України розпочинається з 1952 р., коли була створена самостійна Лабораторія спеціальних сплавів АН УРСР. Її засновником і керівником став академік АН УРСР Іван Францевич. У 1955 р. ця Лабораторія була реорганізована в Інститут металокераміки і спецсплавів АН УРСР. З 1964 р. він має назву Інститут проблем матеріалознавства.
Окрім Івана Францевича, засновниками Інституту були:
- доктор технічних наук Георгій Писаренко;
- доктор фізико-математичних наук Віктор Єременко;
- доктор технічних наук Іван Федорченко;
- доктор технічних наук Григорій Самсонов;
- доктор технічних наук Ізраїль Радомисельський;
- доктор хімічних наук Тетяна Косолапова;
- доктор технічних наук Гліб Виноградов;
- доктор технічних наук Сергій Тресвятський;
- професор Мойсей Арбузов.

## Сфера досліджень
Інститут проводить фундаментальні дослідження і технологічні розробки в галузях: порошкової металургії і композиційних матеріалів; фізичної хімії неорганічних сполук і хімії твердого тіла; паяння різнорідних матеріалів; фізики твердого тіла; фізики фаз високого тиску; фізико-хімії і технології конструкційної і функціональної кераміки; наноструктурних матеріалів.
В установі розроблені наукові основи прогресивних технологій отримання, обробки та з'єднання матеріалів із заданим комплексом властивостей. Серед цих робіт значне місце займають технології порошкової металургії. Інститут став ініціатором і організатором цілої серії цехів і дільниць з виробництва нових порошкових матеріалов та сировини для них, у тому числі найбільшого в Європі Броварського заводу порошкової металургії.

## Структура
- Директорат інституту
- Вчена Рада Інституту

Підрозділи Інституту:
- Фізичне матеріалознавство та фізика міцності
- Фізико-хімія і технології наноструктурних і функціональних матеріалів
- Матеріалознавство порошкових та композиційних матеріалів та покриттів

Філії:
- Чернівецьке відділення
- Рада Молодих Вчених Інституту
- Наукові Центри — Центр Колективного Користування Приладами «ТЕМ-SCAN»
- Ненаукові підрозділи — Відділ кадрів, Бухгалтерія, Планово-виробничий відділ, Відділ МТЗ
- Комітети ІПМ НАНУ — Технічний комітет стандартизації «Порошкова металургія» — Профспілковий комітет ІПМ НАН України

## Основні напрямки наукової діяльності
- фізико-хімічні основи технології формування неорганічних матеріалів, дослідження фазових рівноваг, поверхневих і контактних явищ в багатокомпонентних системах;
- фізика міцності, створення конструкційних матеріалів з високою питомою міцністю, нанокристалічні метали;
- новітні технології порошкової металургії, металеві і композиційні матеріали та порошкові покриття;
- високотемпературні композиційні матеріали, неоксидна кераміка та кермети;
- консолідовані і дисперсні наноструктурні матеріали, нанокераміка та нанокомпозити;водневе матеріалознавство і водневі технології синтезу та обробки матеріалів.

Всього в Інституті працюють понад 800 наукових співробітників, понад 70 докторів і близько 300 кандидатів наук. Інститут має власне дослідне виробництво.
Науковці ІПМ розширюють сферу діяльності інституту в рамках співпраці з організаціями з США, Великої Британії, Франції, Німеччини, Сербії, Польщі, Угорщини, Болгарії, Австрії, Швейцарії, Мексики, Індії, Куби, Південної Кореї, Ізраїлю, Японії, Китаю тощо.
ІПМ є власником та співвласником ліцензій на провідні технології з виробництва ріжучих інструментів, зносо та корозійно-стійких покриттів, кераміки для електрообладнання, керамічних порошків високого ступеня чистоти.

## Директори Інституту
1. Францевич Іван Микитович (1955—1973)
2. Трефілов Віктор Іванович (1973—2001)
3. Скороход Валерій Володимирович (2002—2015)
4. Солонін Юрій Михайлович (2015—2023)
5. Баглюк Геннадій Анатолійович (виконуючий обов'язки директора з 2023 року)

## Науковці
- Борисов Юрій Сергійович — старший науковий співробітник, керівник групи, завідувач відділу (1975—1985).
- Великанова Тамара Яківна — завідувачка відділу фізичної хімії неорганічних матеріалів (1992—2018).
- Гнесін Георгій Гдалевич — завідувач відділу неоксидних тугоплавких матеріалів та функціональної кераміки (1975—2002).
- Гогоці Юрій Георгійович — науковий співробітник (1986—1990).
- Даниленко В'ячеслав Васильович — завідувач відділу фізики та технологій вибухового синтезу (1988—1997).
- Єлісєєв Євген Анатолійович — завідувач відділу функціональних оксидних матеріалів (з 2022).
- Ковалюк Захар Дмитрович — керівник Чернівецького відділення ІПМ (з 1991).
- Косолапова Тетяна Яківна — завідувачка відділу технології тугоплавких сполук (1971—1995).
- Курдюмов Олександр В'ячеславович — завідувач відділу структурних досліджень керамічних та надтвердих матеріалів (1990—2016).
- Листовнича Світлана Петрівна — наукова співробітниця (1967—1994).
- Листовничий Віктор Євгенович — завідувач та провідний науковий співробітник відділу фізичної хімії неорганічних матеріалів (1989—1994).
- Міранський Володимир Адольфович — науковий співробітник (1967—1969).
- Неводовський Петро Вікторович — старший інженер-конструктор (1982—1988).
- Оніпко Олексій Федорович — інженер, головний конструктор (1972—1991).
- Островерх Анна Сергіївна — старша наукова співробітниця, завідуюча лабораторією з 2018 року.
- Радомисельський Ізраїль Давидович — науковий співробітник (1955—1986).
- Роїк Тетяна Анатоліївна — інженер, молодша наукова співробітниця (1979—1991).

## Видавнича наукова діяльність
Інститут видає:
- міжнародний науково-технічний журнал «Порошкова металургія»
- збірки наукових праць «Адгезія розплавів і пайка матеріалів»
- збірки наукових праць «Успіхи матеріалознавства».